# Michael Beckley
Michael Beckley es un actor australiano, más conocido por haber interpretado a Rhys Sutherland en la serie Home and Away.

## Biografía
En 1990 se graduó de la prestigiosa escuela National Institute of Dramatic Art "NIDA" con un grado en actuación. 

## Carrera
En 1992 apareció como invitado en la serie A Country Practice donde interpretó al doctor Peter O'Sullivan.
En 1996 interpretó a Roger Mulray en la serie policíaca Water Rats.
En 1999 apareció en la serie de ciencia ficción Farscape donde dio vida a Hasko, un Delvian seguidor de Tuzak (Max Phipps) y después de Tahleen (Kate Raison).
El 19 de junio de 2000 se unió al elenco recurrente de la serie exitosa serie australiana Home and Away donde interpretó a Rhys Sutherland, hasta el 28 de septiembre de 2004 luego de que su personaje decidiera mudarse a Sídney con su esposa Shelley. Anteriormente había aparecido por primera vez en la serie en 1991 donde interpretó a un veterinario durante el episodio # 1.749.

## Filmografía
Series de televisión
| Año         | Serie              | Personaje            | Notas                           |
| ----------- | ------------------ | -------------------- | ------------------------------- |
| 2000 - 2004 | Home and Away      | Rhys Sutherland      | 87 episodios                    |
| 1999        | Farscape           | Hasko                | episodio "Rhapsody in Blue"     |
| 1996        | Water Rats         | Roger Mulray         | episodio "Floater"              |
| 1993        | Phoenix            | Youth                | episodio "Safe as Houses"       |
| 1992        | A Country Practice | Dr. Peter O'Sullivan | episodio "Heartbreaker: Part 1" |

Películas
| Año  | Título            | Personaje | Notas                                                                                               |
| ---- | ----------------- | --------- | --------------------------------------------------------------------------------------------------- |
| 2012 | Coma              | Rupert    | junto a Paul Tunnicliffe, Jo Dyson, Peter Silverleaf, Katherine Kanter & Andrew Taylor              |
| 2001 | The New Crusaders | Hombre    | corto - junto a Nicholas Atkinson, Stephen Barker, Amanda Bishop, Martin Dingle Wall & Abe Forsythe |

Director y ADR
| Año  | Título          | Notas              |
| ---- | --------------- | ------------------ |
| 2010 | Beneath Hill 60 | equipo de ADR loop |
| 1996 | The Players     | obra - director    |

Teatro
| Año  | Título                                     | Personaje | Director (a)    | Teatro             | Notas                                                              |
| ---- | ------------------------------------------ | --------- | --------------- | ------------------ | ------------------------------------------------------------------ |
| 2006 | Breakfast with Jonny Wilkinson             | -         | Jonathan Lewis  | -                  | junto a Norman Pace, Beth Cordingly & Abi Tucker                   |
| 2005 | A Friend For Frankenstein                  | -         | Stuart Smith    | The Street Theatre | junto a Stephen Hirst, Todd Keys & Stuart Smith                    |
| 2005 | Bill                                       | -         | Sam Atwell      | Seymour D. Theatre | junto a Renee Begent, Nathaniel Dean & Anasaskia Elsom             |
| 1999 | Alive at Williamstown Pier                 | -         | Francesca Smith | Stables Theatre    | junto a Ross Anderson, Darren Gilshenan & Katrina Milosevic        |
| 1998 | Clark in Sarajevo                          | -         | Ros Horin       | Stables Theatre    | junto a Paula Arundell, Benjamin Winspear & Jeanette Cronin        |
| 1997 | Rosencrantz and Guildenstern are Dead      | -         | Jeremy Sims     | Comedy Theatre     | junto a Ross Anderson, Robert Mammone & James Oxenbould            |
| 1993 | The Adventures of Snugglepot and Cuddlepie | -         | Chris Canute    | Stables Theatre    | junto a Sancia Robinson, Robyn Forsythe & Darren Gilshenan         |
| 1993 | A Room with a Revue: Total Recoil          | -         | John Banas      | -                  | junto a Alan Dukes, Robyn Forsythe & Peter Fyfe                    |
| 1992 | 11 PM Sharp                                | -         | -               | Stables Theatre    | junto a Sancia Robinson, Robyn Forsythe & Tom Weaver               |
| 1990 | A Little Night Music                       | -         | Wayne Harrison  | Drama Theatre      | junto a Rachael Beck, Toni Collette, John Waters & Pippa Grandison |